# فرانك دوجلاس
فرانك دوجلاس (بالإنجليزية: Frank Douglass)‏ هو لاعب اتحاد الرغبي جنوب أفريقي، ولد في 15 يوليو 1875 في غراهامستاون ‏ في جنوب أفريقيا، وتوفي في 20 سبتمبر 1972.